# Юго-Восточные железные дороги

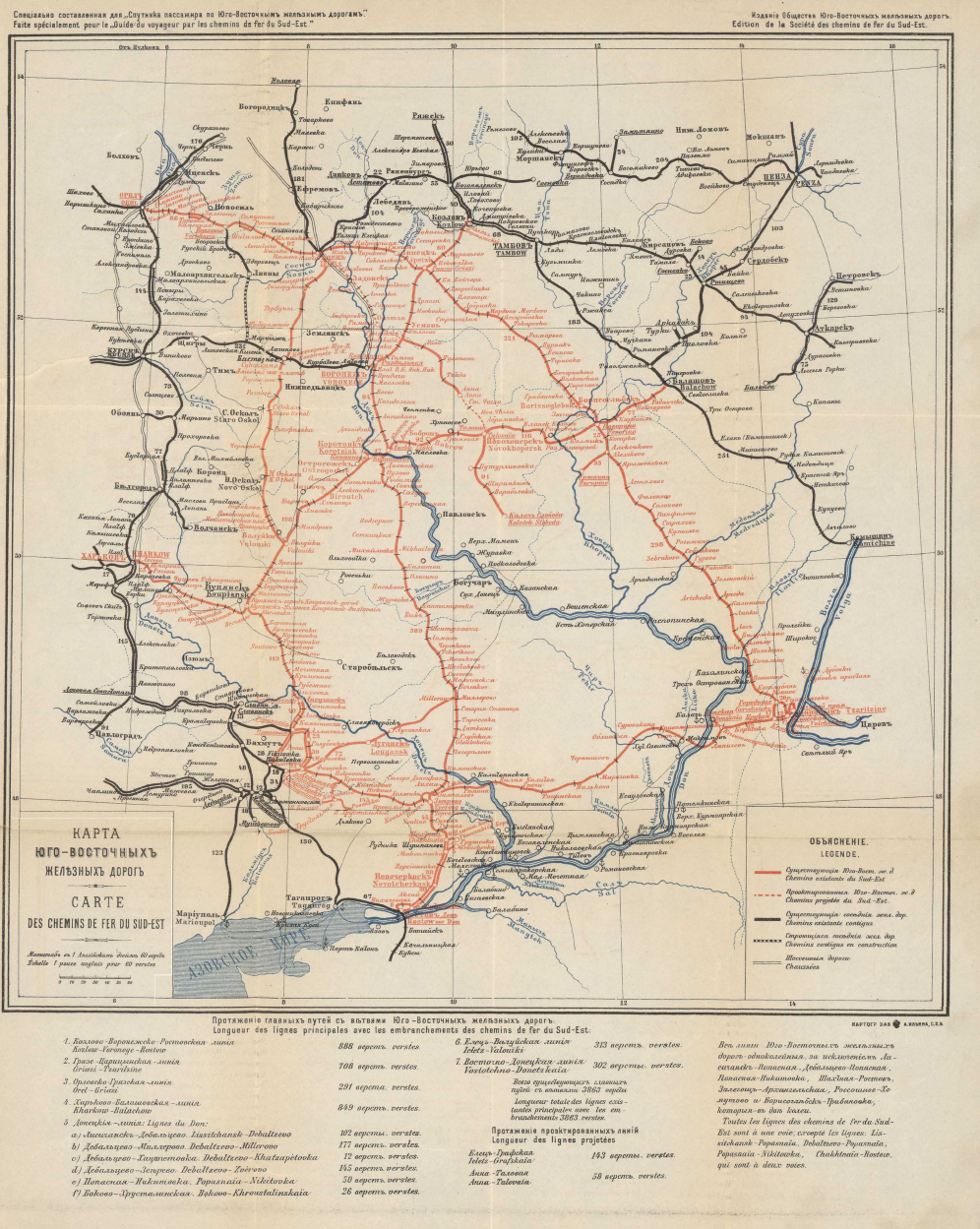
Карта железных дорог 1899 года.

Юго-Восто́чные желе́зные доро́ги — частные железные дороги под единым управлением «Общества Юго-Восточных железных дорог», существовавшего с 1893 года.

## История
Общество было создано в 1893 году слиянием обществ Грязе-Царицынской и Козлово-Воронежско-Ростовской железных дорог, также в аренду обществу передавались казённые Орловско-Грязевская и Ливенская железные дороги. Дороги проходили по территории Воронежской, Орловской, Тульской, Тамбовской, Саратовской и Курской губерний, а также по области Войска Донского. Акционеры общества — крупные промышленники, близкие к правительству. Правление общества располагалось в Петербурге, а управление дороги находилось в Воронеже.

## Линии
На момент создания общества, в его ведение вошли линии: Царицын — Калач-на-Дону (1862 год), Козлов — Воронеж (1869), Орёл — Грязи (1868—1870), Грязи — Царицын (1869—1871), Отрожка — Ростов-на-Дону (1876). Позже построены линии: Харьков — Балашов (1895), Графская — Анна, Елец — Валуйки (1897), Графская — Рамонь, Лихая — Кривомузгинская (1900).
21 мая 1897 года общество получает разрешение на строительство линии от станции Миллерово Козлово-Воронежско-Ростовской железной дороги до станции Луганск, 30 мая — от станции Попасная до станции Никитовка Курско-Харьковско-Севастопольской железной дороги.
Протяжённость дорог общества на 1913 год составляли 3447 км, в том числе 685 км двухпутные участки. В своём парке дорога имела 1056 паровозов разных типов, 24 774 товарных и 1023 пассажирских вагона. Для обслуживания парка паровозов и вагонов были построены мастерские на станциях Воронеж, Отрожка, Борисоглебск.
При строительстве дороги было построено много искусственных сооружений. Дорога строила элеваторы и зернохранилища. При дороге были созданы 33 училища, обучавшие железнодорожным профессиям.
В сентябре 1918 года дорога была национализирована и перешла в ведение НКПС.
По состоянию на 2006 год основные линии этой железной дороги входят в Юго-Восточную железную дорогу, филиал ОАО «РЖД». Часть линий ныне находится в составе Приволжской, Северо-Кавказской и Московской железных дорог.